# Raimondas Šiugždinis
Raimondas Šiugždinis (8 października 1967 w Kownie) – litewski żeglarz sportowy, mistrz świata, olimpijczyk.
W 1992 reprezentował swój kraj na igrzyskach w Barcelonie, startując w klasie 470 zajął 32. miejsce. W regatach partnerował mu Valdas Balčiūnas.
W 1997 został mistrzem świata w klasie Laser. W tym samym roku został wybrany Litewskim Sportowcem Roku.